# Saison 1 de Luke Cage
Chronologie
Saison 2
Cet article présente les treize épisodes de la première saison de la série télévisée américaine Luke Cage (Marvel's Luke Cage).

## Synopsis
À la suite d'une expérience qui lui a donné une force surhumaine et une peau indestructible, Luke Cage (né Carl Lucas) s'est réfugié à Harlem où il multiplie les petits boulots. Il va devoir choisir d'utiliser ou non ses pouvoirs pour combattre le crime.

## Distribution

### Acteurs principaux
- Mike Colter (VF : Daniel Lobé) : Carl Lucas / Luke Cage
- Mahershala Ali (VF : Gilles Morvan) : Cornell « Cottonmouth » Stokes (épisodes 1 à 3 et 5 à 7)
- Simone Missick (VF : Laurence Charpentier) : Mercedes « Misty » Knight
- Theo Rossi (VF : David Mandineau) : Hernan « Shades » Alvarez (en) (épisodes 1, 2, 4, 5, 7 à 9 et 11 à 13)
- Erik LaRay Harvey (en) (VF : Antoine Tomé) : Willis Stryker / Diamondback (épisodes 7 à 13)
- Alfre Woodard (VF : Maïk Darah) : Mariah Dillard / Black Mariah (en) (épisodes 1 à 3, 6 à 10 et 13)

### Acteurs récurrents et invités
- Frank Whaley (VF : Jean-Philippe Puymartin) : Rafael Scarfe (en) (épisodes 1 à 6)
- Frankie Faison (VF : Paul Borne) : Henry « Pop » Hunter (épisodes 1 et 2)
- Ron Cephas Jones (VF : Hubert Drac) : Bobby Fish (épisodes 1 à 3, 5 à 7, 12 et 13)
- Jaiden Kaine (VF : Rody Benghezala) : Zip (épisodes 1, 3, 5 à 9, 11 et 12)
- Jacob Vargas (VF : Thierry Wermuth) : Domingo Colon (épisodes 1, 3, 7, 9, 10 et 12)
- Deborah Ayorinde (VF : Audrey Pouffer) : Candace Miller (épisodes 1, 8 et 10 à 13)
- Cassandra Freeman : Patricia Wilson (épisodes 1, 2 et 10)
- Brian « Sene » Marc : Wilfredo « Chico » Diaz (épisodes 1 à 3)
- Darius Kaleb : Lonnie Wilson (épisodes 1, 2, 10 et 13)
- Jermel Howard : Shameek Smith (épisodes 1 et 2)
- Jade Wu : Connie Lin (épisodes 1, 3, 4 et 13)
- Clem Cheung : Jin Lin (épisodes 1, 4 et 13)
- Warner Miller : Tone (épisodes 1 et 2)
- Justin Swain : Bailey (épisodes 1, 7, 8, 10, 12 et 13)
- Sean Ringgold : Sugar (épisodes 1, 5, 8, 9, 11 et 12)
- R. Marcos Taylor : Amos (épisodes 1, 5 et 8)
- Dawn-Lyen Gardner : Megan McLaren (épisodes 1, 3, 7 et 9)
- Raphael Saadiq : lui-même (épisode 1)
- D-Nice (en) : lui-même (épisodes 1 et 7)
- Steven Ted Beckler : Nate (épisodes 1 et 2)
- Peyton Alex Smith : Chauncey (épisode 2)
- Sedly Bloomfield : Joel Spurlock (épisode 3)
- Charles Bradley : lui-même (épisode 3)
- Michael Kostroff (VF : Daniel Lafourcade) : Dr. Noah Burstein (épisodes 4, 9, 10 et 13)
- Chance Kelly : Albert Rackham (épisode 4)
- Manny Perez : Lieutenant Perez (épisodes 4 à 6)
- Clifton Cutrary : Carl Lucas adolescent (épisodes 4, 10 et 13)
- Jared Kemp : Willis Stryker adolescent (épisodes 4, 10 et 13)
- Thomas Jones : Comanche (en) (épisode 4)
- Sonia Braga (VF : Brigitte Virtudes) : Soledad Temple (épisodes 5, 6 et 13)
- Sonja Sohn (VF : Virginie Emane) : Betty Audrey (épisodes 5 à 7)
- Ninja Devoe : Aisha Axton (épisodes 5 et 13)
- Tijuana Ricks (VF : Marjorie Frantz) : Thembi Wallace (épisodes 6 et 11 à 13)
- Karen Pittman (en) (VF : Pascale Jacquemont) : Priscilla Ridley (épisodes 7 à 13)
- John Clarence Stewart (VF : Tristan Petitgirard) : Alex (épisodes 7 à 9, 12 et 13)
- Latanya Richardson Jackson (VF : Coco Noël): Mama Mabel (épisode 7)
- Curtiss Cook : Oncle Pete (épisode 7)
- Clark Jackson (VF : Jean-François Aupied) : Damon Boone (épisodes 7, 10 et 11)
- John Scurti : Dr. Gabe Krasner (épisode 9)
- Joniece Abbott-Pratt (VF : Elsa Davoine) : Esther « Etta » Lucas, la mère de Luke (épisode 10)
- Natalie Paul : Dana Stryker (épisode 10)
- Andrew Pang : Détective Chang (épisodes 10 et 11)
- Lee Sellars : Sergent Jacob « Jake » Smith (épisodes 10, 12 et 13)
- PJ Marshall : Lieutenant Mario Green (épisodes 11 à 13)
- Cliff « Method Man » Smith : lui-même (épisode 12)
- Sway Calloway : lui-même (épisode 12)
- Heather B. (en) : elle-même (épisode 12)
- Fab Five Freddy : lui-même (épisode 13)
- Sharon Jones & the Dap-Kings (en) : eux-mêmes (épisode 13)

### Acteurs invités venant des autres séries Marvel/Netflix

#### DeDaredevil
Saison 1 et 2
- Rosario Dawson (VF : Annie Milon) : Claire Temple (épisodes 5 à 11 et 13)
- Rob Morgan (VF : Florian Wormser) : Turk Barrett (en) (épisodes 2 et 12)
- Stephen Rider (VF : Jean-Baptiste Anoumon) : Blake Tower (en) (épisode 11)
- Danny Johnson : Benjamin Donovan (en) (épisodes 7 et 8)

#### DeJessica Jones
Saison 1
- Parisa Fitz-Henley (VF : Dominique Vallée) : Reva Connors (en) (épisodes 1, 4 et 10)
- Rachael Taylor (VF : Hélène Bizot) : Patsy « Trish » Walker (voix) (épisode 6)